# آرثر ك. واتسون
آرثر ك. واتسون (بالإنجليزية: Arthur C. Watson) هو محامي ومصرفي وسياسي أمريكي، ولد في 15 ديسمبر 1909 في نتشتوشس في الولايات المتحدة، وتوفي في 15 نوفمبر 1984. حزبياً، نشط في الحزب الديمقراطي. وقد انتخب عضو مجلس نواب لويزيانا.